# Armoiries de Bougainville

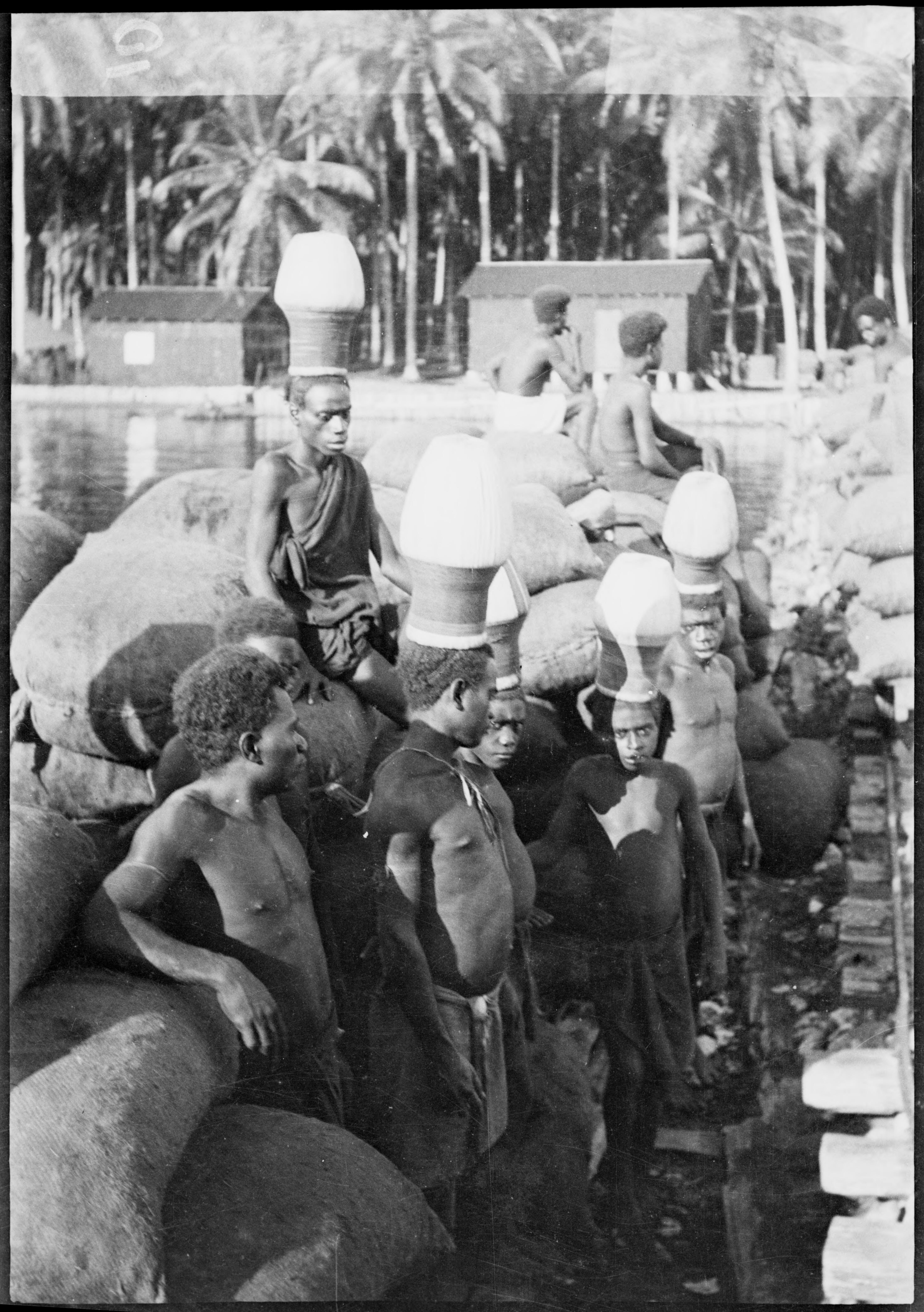
Cinq hommes portant une upe pendant une cérémonie en 1929

L'emblème de Bougainville peut être considéré comme les armoiries de la région autonome de Bougainville,  province spéciale de Papouasie-Nouvelle-Guinée. 

## Description
L'emblème de Bougainville comprend une représentation d'un garamut, un grand tambour à fente en bois utilisé pour envoyer des messages, placé sous deux lances croisées, dont les têtes sont en dessous du point où les lances se croisent.
Superposé au-dessus du point central du garamut est une représentation d'un upe avec des rayures rouges et blanches alternées comme sur le drapeau de Bougainville. C'est coiffe traditionnelle portée par les adolescents mâles lors d'un rite de passage à l'age adulte. Le terme désigne aussi bien la coiffe que le rite et ses participants
Un paquet de bâtons lié (utilisé pour battre le garamut) est positionné horizontalement derrière l'upe au point où les lances se croisent.
Les mots «Région autonome de Bougainville» sont superposés au garamut

## Histoire
Les symboles de Bougainville sont codifiés en 2018. Son utilisation abusive lorsqu'une personne appose l'emblème en indiquant faussement qu'elle le fait avec l'autorisation des autorités locales est passible d'une amende de dix mille kina (env. 2 600 €), pouvant monter jusqu'à cent mille dans le cas d'une entreprise.